# روان وودز
روان وودز (بالإنجليزية: Rowan Woods)‏ هو مخرج أسترالي، ولد في 1959 في سيدني في أستراليا.

## وصلات خارجية
- روان وودز على موقع IMDb (الإنجليزية)
- روان وودز على موقع ألو سيني (الفرنسية)
- روان وودز على موقع تيرنر كلاسيك موفيز (الإنجليزية)
- روان وودز على موقع أول موفي (الإنجليزية)
- روان وودز على موقع قاعدة بيانات الأفلام السويدية (السويدية)
- روان وودز على موقع قاعدة بيانات الفيلم (الإنجليزية)
- روان وودز على موقع كينوبويسك (الروسية)